# خوتیمیتسه
خوتیمیتسه (به چکی: Chotěmice) یک منطقهٔ مسکونی در جمهوری چک است که در منطقه تابور واقع شده‌است. خوتیمیتسه ۵٫۱۵ کیلومتر مربع مساحت و ۱۱۸ نفر جمعیت دارد و ۵۲۱ متر بالاتر از سطح دریا واقع شده‌است.